# 아즈마 히로시
아즈마 히로시(일본어: 東 浩史, 1987년 5월 15일 ~ )는 일본의 전 축구 선수이다.

## 구단 경력
그는 2010년부터 2022년까지 J리그의 에히메 FC, V-파렌 나가사키, AC 나가노 파르세이루에서 활동하였다.